# 番場宿

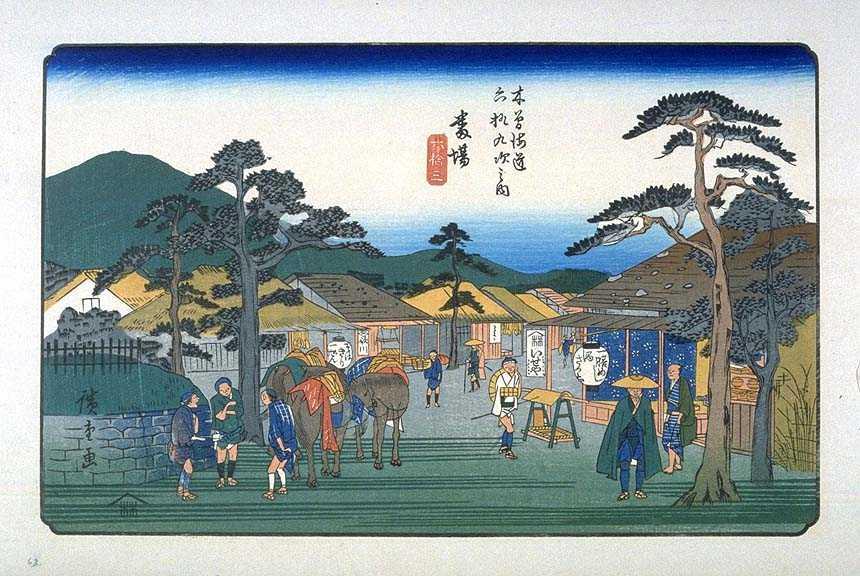
木曽海道六十九次 番場（歌川広重画）

番場宿（ばんばしゅく、ばんばじゅく）は、近江国坂田郡にあった中山道の62番目の宿場。現在は滋賀県米原市番場。

## 概要
飛鳥時代に「東山道」と呼ばれた頃以来の宿場。江戸時代の慶長16年（1611年）、番場宿から米原までの切通しと米原港が開設され、中山道から湖上の水運に乗り換えて京都へ結ぶ近道への分岐点となった。

## 特徴
天保14年（1843年）の『中山道宿村大概帳』によれば、番場宿の宿内家数は178軒、うち本陣1軒、脇本陣1軒、旅籠10軒で宿内人口は808人であった。

## 最寄り駅
- JR東海道新幹線、JR東海道本線・北陸本線、近江鉄道本線 米原駅

## 史跡・みどころ
- 石造道標「米原 汽車 汽船 道」明治年間建立
- 番場宿石碑
- 蓮華寺 - 寺伝では聖徳太子の建立と伝える古寺。忠太郎地蔵尊、梵鐘（国の重要文化財）などがある。

鳥居本宿までの史跡・みどころ
- 磨針峠（摺針峠） 望湖堂[1]

## ゆかりの人々
- 北条仲時 - 鎌倉幕府最後の六波羅探題。元弘3年/正慶2年（1333年）、足利尊氏に京を追われて鎌倉へ退却する途中、佐々木導誉が差し向けたとも言われる野伏[注釈 1]に行く手を阻まれ蓮華寺で一族郎党430人余と伴に自刃。一族郎党の墓と過去帳が寺に残る。
- 相楽総三 - 慶応4年/明治元年（1868年）1月16日、赤報隊を率いて滞在。中山道を東に向かう。
- 番場忠太郎 - 劇作家・長谷川伸の「瞼の母」の登場人物で当地の出身の設定なので実在の人物ではないが、この作品のおかげで当地は知名度を得た。

## 隣の宿
中山道
醒井宿 - 番場宿 - 鳥居本宿